# Paul McGuinness

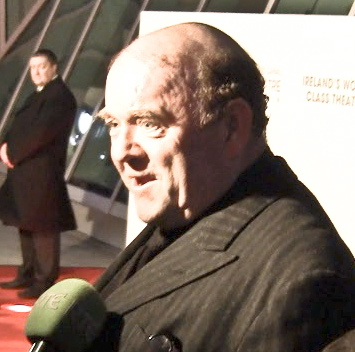
Paul McGuinness (2010)

Paul McGuinness (* 16. Juni 1951 in Rinteln bei Hannover) ist Gründer und war lange der Haupteigentümer der Musikmanagementfirma Principle Management Limited mit Sitz in Dublin, Irland, und war kurz nach der Gründung von U2 der erste Manager der irischen Band, bis er sich 2013 nach insgesamt 34 Jahren von dieser Aufgabe zurückzog. Er vertritt auch Musiker und Bands wie PJ Harvey, Art of Noise, Paddy Casey, Mytownband und repräsentierte bis zu deren Auflösung 2014 auch The Rapture.

## Familie, Jugend und Studium
McGuinness ist der älteste Sohn von Philip und Sheila McGuinness. Er wurde in Deutschland geboren, weil sein Vater als Angehöriger der Royal Air Force dort stationiert war. Er wuchs in der Folge in Thorney Island, West Sussex und später in Cosoford in der Nähe von Wolverhampton auf, bevor die Familie nach Malta umzog.
Nach weiterer Station im englischen Poole besuchte McGuinness das Clongowes College in Kildare, Irland. Später studierte er am Trinity College in Dublin Philosophie und Psychologie. Hier lernte er Michael Deeny, den späteren Manager von Chris de Burgh, kennen und Kathy Gilfillan, seine zukünftige Ehefrau. McGuinness wurde im dritten Jahr vom College-Besuch ausgeschlossen. Nach Aufenthalten in London und Frankreich kehrte er an das Trinity College zurück. Einen Abschluss machte er dort jedoch nicht, da er einen Job als Aufnahmeleiter bei einer Filmproduktion erhielt.

## Berufliches
In seiner beruflichen Anfangszeit arbeitete McGuinness unter anderem als Aufnahmeleiter an dem Film „Zardoz“ mit Sean Connery mit, der 1974 erschien. Des Weiteren managte er die Folkrock-Gruppe Spud und verhalf dieser zu einem ersten Plattenvertrag.

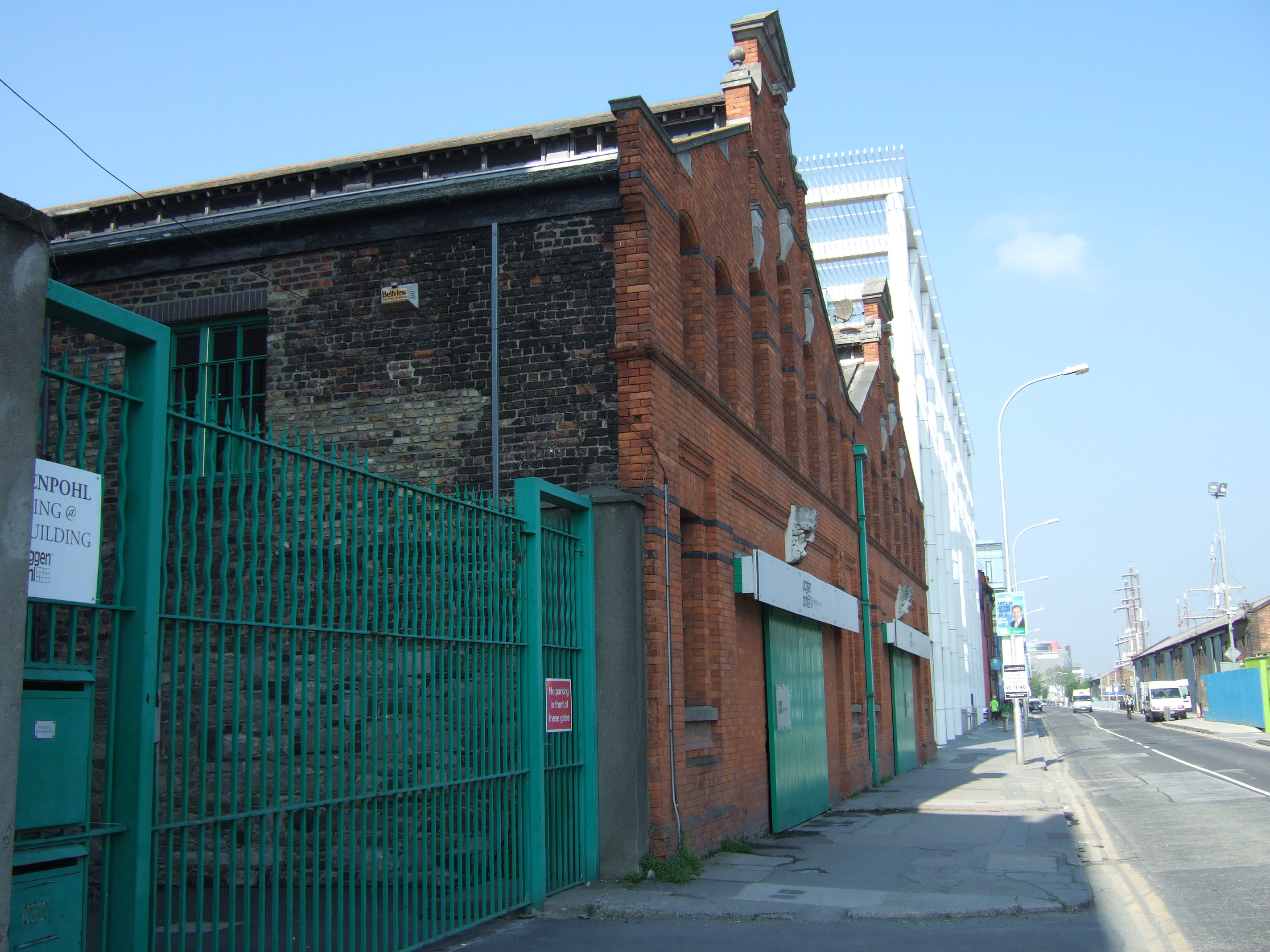
Der Sitz der Principle Management Limited in Dublin

Den Musikern von U2 wurde er im Mai 1978 durch deren Entdecker, dem Journalisten Bill Graham, vorgestellt und wurde deren Manager. Als „fünftes Bandmitglied“ erhält er 1/5 der Bandeinnahmen.
McGuinness gründete Principle Management im Jahr 1984. Er wählte diesen Namen, weil er eine stärkere Leitung innehaben wollte als sonst im Management üblich (principle, engl. = Grundsatz, Ordnungsprinzip). In den späten 1980er Jahren gründete er zusammen mit Bill Whelan einen Buchverlag im Bereich Musik McGuinness/Whelan Publishing, sowie das Plattenlabel Celtic Heartbeat.
Im November 2013 verkaufte McGuinness Principle Management an Live Nation, dem langjährigen Tourneepartner von U2 und trat vom Management der Band zurück. Auf seine Empfehlung hin wurde Madonnas langjähriger Manager Guy Oseary neuer Vertreter der Band, der zum gleichen Zeitpunkt wie McGuinness seine Managementfirma Maverick an Live Nation veräußerte, sich zu diesem Zeitpunkt aber bereits mehrere Monate um das Tagesgeschäft von U2 kümmerte. McGuinness blieb Chairman von Principle und betreut weiterhin seine anderen Managementkünstler.
U2 ehrten ihr Verhältnis zu und die Bedeutung von McGuinness auf dem 2014 erschienenen Album Songs Of Innocence mit den folgenden Worten: 

“This album is dedicated to Paul McGuinness who was, and always will be, there for us.”

„Dieses Album ist Paul McGuinness gewidmet, der immer für uns da war, und es immer für uns sein wird.“

McGuinness lebt noch heute in der irischen Hauptstadt, von der er gemeinsam mit U2 im Jahr 2000 zum Ehrenbürger ernannt wurde.